# Žlutický dub
Žlutický dub je památný strom, dub letní (Quercus robur), který roste na zatravněné ploše za kostelem svatého Petra a Pavla ve Žluticích v okrese Karlovy Vary v Karlovarském kraji. Solitérní strom s dobře zachovalou rozložitou korunou je v dobrém zdravotním stavu. Měřený obvod přímého kmene činí 394 cm, výška stromu je 27 m (měření 2009). Za památný byl vyhlášen v roce 1986. V době vyhlášení památným stromem bylo jeho stáří odhadováno na 300 let.

## Stromy v okolí
- Jakoubkova lípa
- Mikulášské lípy
- Kolešovský jasan